# Hiển thị 7 thanh

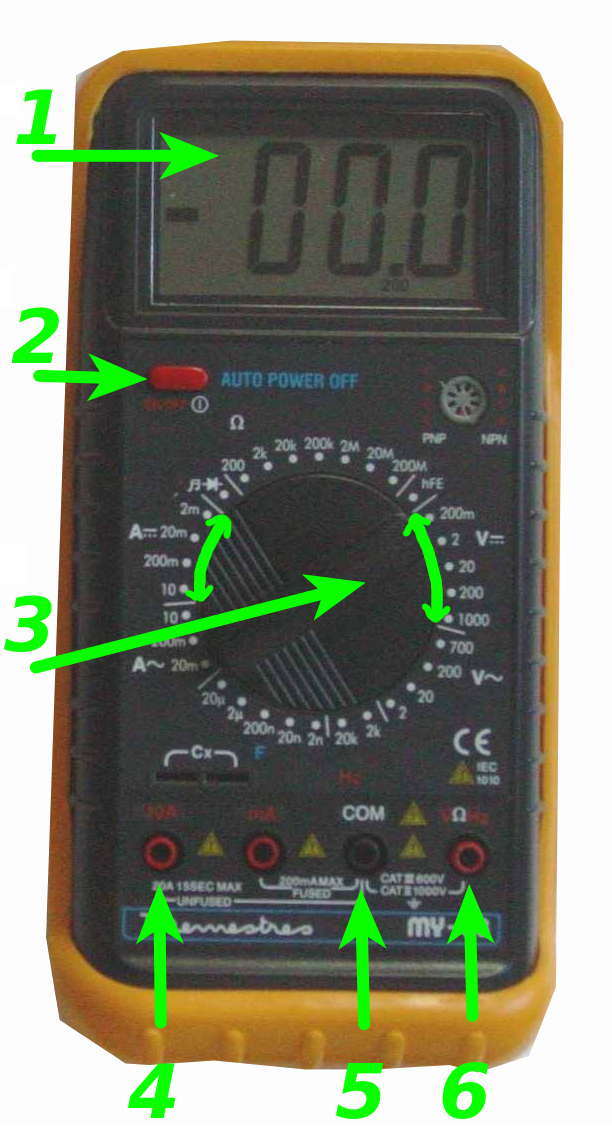
Vạn năng kế số với màn hình LCD 7 thanh "3 digit rưỡi". Digit MSD đang không hiện

Hiển thị 7 thanh hay hiển thị 7 đoạn là thiết bị hiển thị chữ số và ký hiệu khác, có thể là một số chữ Latin, trong các thiết bị điện tử bằng các modul chữ số hiển thị (digit) có 7 thanh (hay 7 đoạn), có thể kèm thêm dấu chấm ("."). Các thanh này được điều khiển mức độ hiện ánh sáng để tạo hình ra chữ số cần hiện .
Hiển thị 7 thanh được chế tạo thành khối với 1, 2, 4 hay nhiều chữ số (digit). Các khối nhiều chữ số được đặc trưng bởi số chữ số.
Các khối ít chữ số (1 hoặc 2) thường dùng là LED. Những khối chế tạo cho các thiết bị định sẵn, ví dụ cho đồng hồ vạn năng, thì có nhiều chữ số hơn, và thường là màn hình LCD. Loại màn hình này có thể có vùng riêng cho các dấu đặc trưng như dấu Ω, dấu "-". Chữ số có nghĩa lớn nhất có thể chỉ là 2 thanh để hiện đến số "1", và màn hình như vậy được gọi với số "nửa digit", ví dụ màn hiện 4 chữ số "1000" thì là "ba digit rưỡi".

Các digit 7-đoạn, 9-đoạn, 14-đoạn và 16-đoạn

Hiển thị 7 thanh là thành viên của nhóm các linh kiện "hiển thị đa đoạn", trong đó một digit tạo hình bằng 7-đoạn, 9-đoạn, 14-đoạn và 16-đoạn.

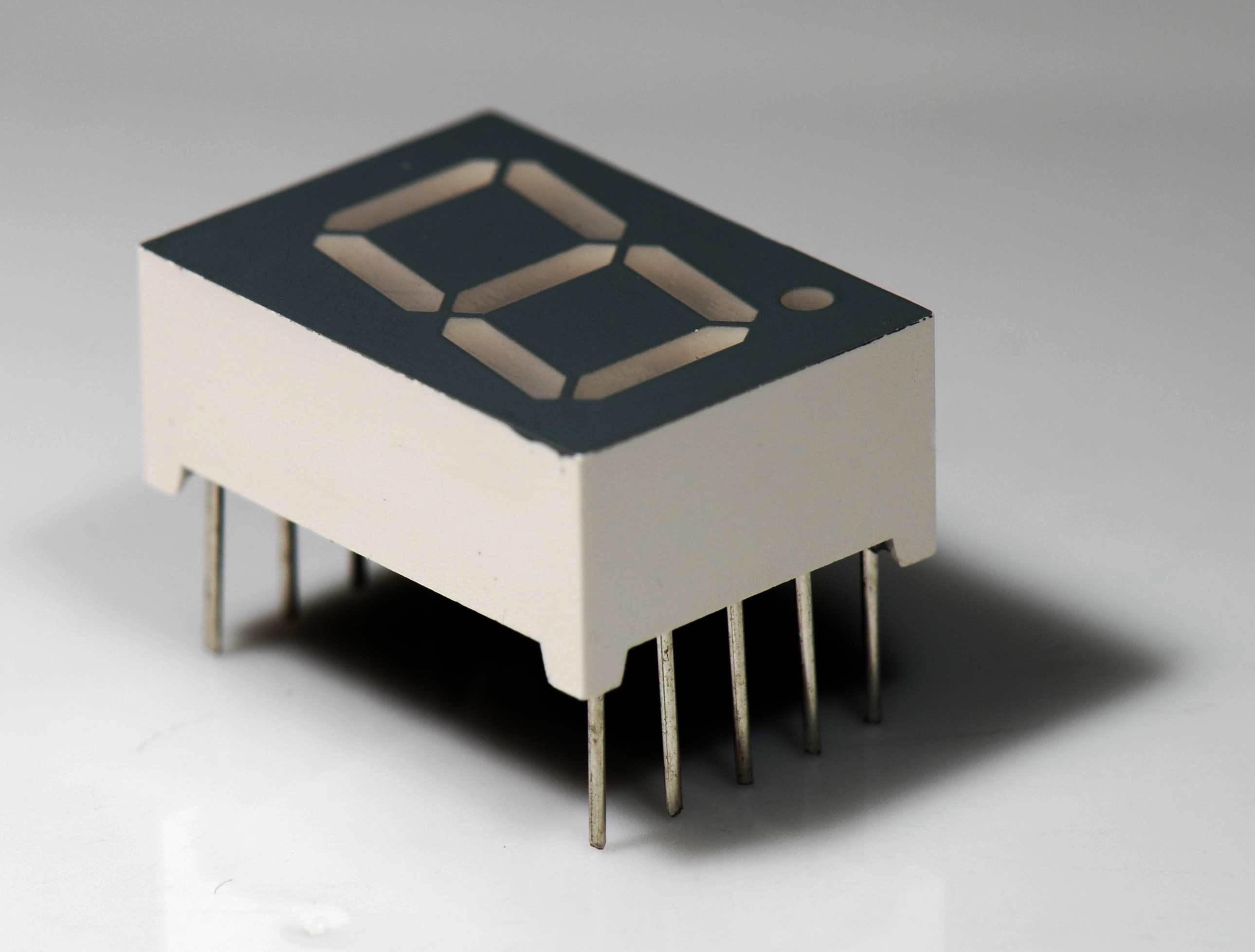
LED 7 thanh 1-digit
Tên gọi các đoạn
Hiện số hex
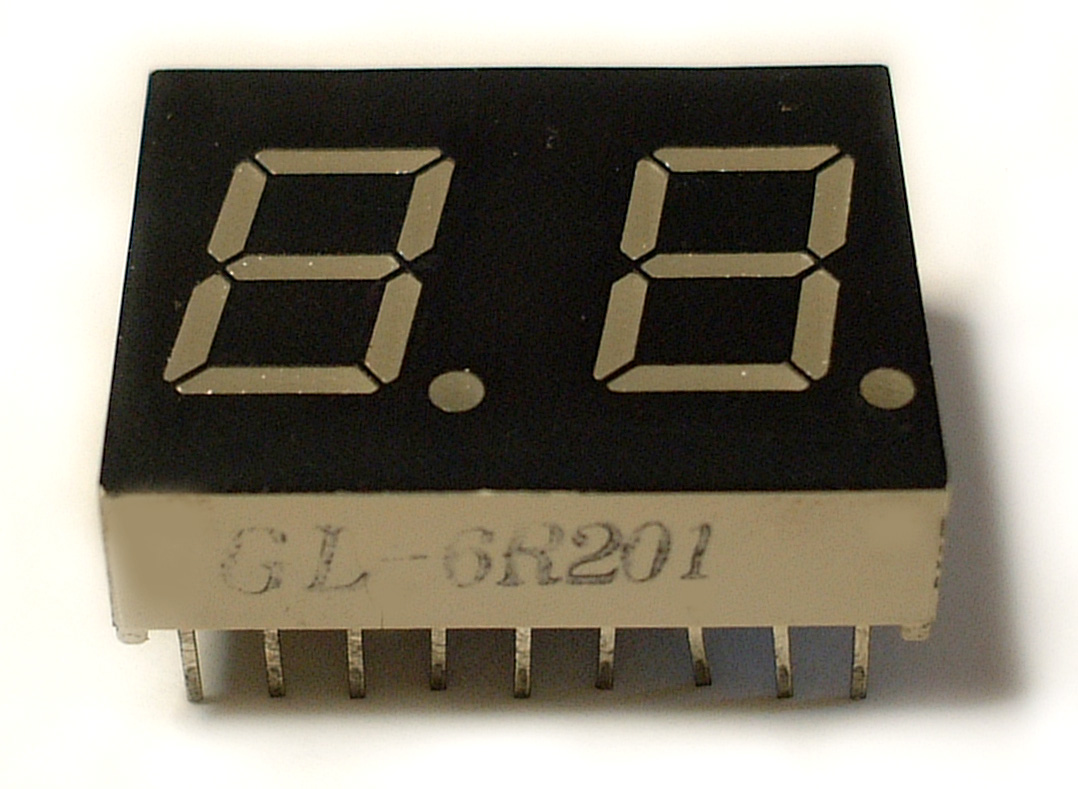
LED 7 thanh 2-digit
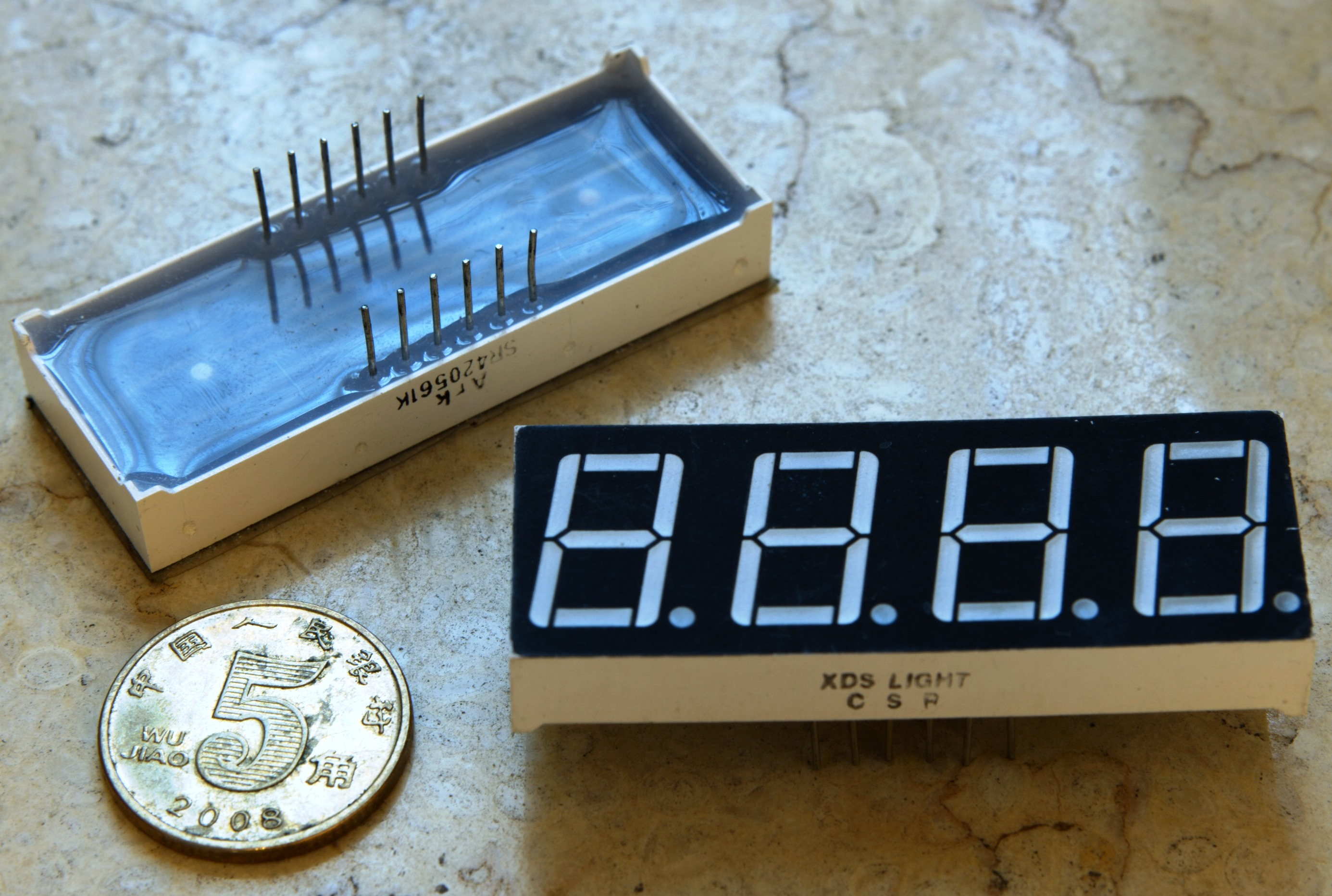
LED 7 thanh 4-digit multiplexed
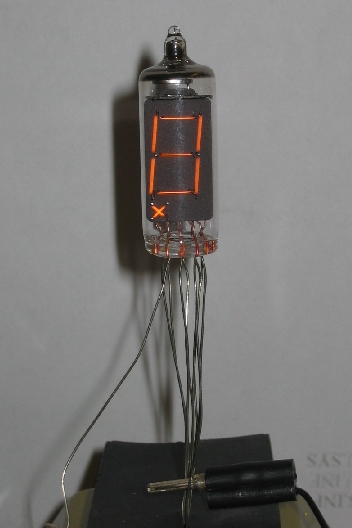
Đèn neon 7 thanh